# Castor de Andrade
Castor Gonçalves de Andrade e Silva, född 12 februari 1926 i Rio de Janeiro, död 11 april 1997, var en brasiliansk advokat, bicheiro (arrangör av det illegala lotteriet jogo do bicho) och sportchef. 
Castor de Andrade är den genom tiderna mest kända bicheiron.  Som mäktigast kontrollerade han allt spel på jogo do bicho I stadsdelen Bangu i Rio de Janeiro samtidigt som fler än 100 poliser, stadstjänstemän, politiker och jurister arbetade för honom. Vid mitten av 1980-talet anses han vara Brasiliens näst rikaste person. 
de Andrade var engagerad i fotbollsklubben Bangu Atlético Clube och kallades, som dess största sponsor, 'Bangus ägare'. Han sponsrade även sambaskolan Mocidade Independente de Padre Miguel och var 1984 en av initiativtagarna till Liga Independente das Escolas de Samba do Rio de Janeiro (LIESA) som organiserar sambaskolornas parad i Rio de Janeiro.
1993 grips Castor de Andrade tillsammans med 13 andra bicheiros. Alla de övriga döms till sex års fängelse var men de Andrade släpps samma år med hänvisning till habeas corpus. Vid ett polistillslag av BOPE året efter, i mars 1994, avslöjas listor på de poliser, tjänstemän, politiker och andra som tjänat på de Andrades illegala affärer. 
Efter hans död resulterar en arvstvist i mordet på sonen Paulo de Andrade.